# Ernst Zierke
Ernst Zierke (Köslin, 6 maggio 1905 – Celle, 2 maggio 1972) è stato un militare tedesco, che partecipò all'Aktion T4 (Programma nazista di eutanasia) e all'Aktion Reinhardt, nome in codice dato al progetto di sterminio degli ebrei in Polonia.

## Biografia
Zierke nacque nel 1905 a Köslin. Il padre, un ferroviere, morì nel 1917. Nel 1930 aderì al Partito Nazionalsocialista Tedesco dei Lavoratori e alle SA, poi lavorò come infermiere presso l'ospedale di Neuruppin. Alla fine del 1939 fu reclutato nell'ambito dell'Aktion T4 e prestò servizio nei centri di sterminio di Grafeneck e Hadamar. Zierke fu poi trasferito al centro di eutanasia di Eichberg alla fine del 1941, mentre tra il gennaio e il marzo 1942 lavorò nell'Organizzazione Todt in Unione Sovietica; infine tornò ad Eichberg.
Dal giugno 1942 al marzo 1943 operò presso il campo di sterminio di Bełżec, principalmente supervisionò gli ebrei al loro arrivo al campo a bordo dei treni della morte e la svestizione delle vittime prima che queste entrassero nelle camere a gas. Dopo aver lavorato brevemente al campo di transito di Dorohucza, venne infine inviato al campo di sterminio di Sobibór il 5 novembre 1943, dove si occupò di supervisionare le operazioni di smantellamento delle strutture del campo e partecipò all'uccisione dell'ultimo gruppo di trenta lavoratori ebrei (Arbeitsjuden) che avevano lavorato a tal proposito. Nel perpetrare tale crimine fu aiutato dall'SS-Unterscharführer Erich Sporleder e all'SS-Scharführer Robert Jührs.
Nel dicembre 1943 gli fu ordinato di recarsi in Italia per prestare servizio assieme a Odilo Globočnik nel lager della Risiera di San Sabba. Dopo la fine della guerra Zierke fu arrestato, detenuto in un campo di prigionia e poi rilasciato, lavorando in seguito come operaio di una segheria. Zierke venne nuovamente arrestato il 31 gennaio 1963 nella Germania Ovest e messo sotto processo. Fu però assolto sia al processo di Bełżec, tenutosi a Monaco di Baviera nel 1964, sia a quello di Sobibór ad Hagen (1965). Morì per complicazioni di salute otto anni dopo